# Cerkiew Dziesięcinna w Kijowie
Cerkiew Narodzenia Bogurodzicy Dziesięcinna (ukr. Церква Різдва Богородиці Десятинна) – niezachowana do naszych czasów cerkiew prawosławna w Kijowie, na Górze Zamkowej. Była to pierwsza kamienna świątynia chrześcijańska na terenie Rusi. 

## Historia

### Pierwsza Cerkiew Dziesięcinna
Cerkiew została ufundowana w końcu X wieku przez Włodzimierza Wielkiego, który poprzez jej budowę pragnął podziękować za otrzymany chrzest i zarazem odpokutować za to, że w znajdującej się wcześniej na wzgórzu świątyni Peruna złożono na ofiarę dwóch chrześcijan – Jana i Teodora. Według kronik staroruskich cerkiew wybudowali i udekorowali budowniczowie z Bizancjum między 989 a 995, tworząc pierwszą kamienną cerkiew w Kijowie. Po ukończeniu prac książę Włodzimierz przysiągł, iż będzie przeznaczał 1/10 swoich dochodów na dalsze utrzymanie obiektu – stąd nazwa Cerkiew Dziesięcinna. W 1015 fundator został pochowany na terenie świątyni. Wcześniej złożono w niej szczątki księżnej Olgi. W tym samym stuleciu obiekt został w niewielkim stopniu uszkodzony przez pożar. 
W czasie najazdu Mongołów pod dowództwem Batu-chana, po zdobyciu przez najeźdźców murów miejskich, cerkiew stała się miejscem ostatniej obrony. Została zdobyta i doszczętnie zburzona po ataku z użyciem taranów. We wnętrzu zginęło kilkaset osób, których pamięci poświęcony jest ustawiony obok miejsca po cerkwi krzyż. Obiekt znajdował się przez cztery kolejne stulecia w stanie niezabezpieczonej ruiny. 
W 1635 r. metropolita Piotr Mohyła podjął odbudowę świątyni w stylu barokowym, wykorzystując zachowane fundamenty. Prace ukończono w 1654 r..

### Druga Cerkiew Dziesięcinna

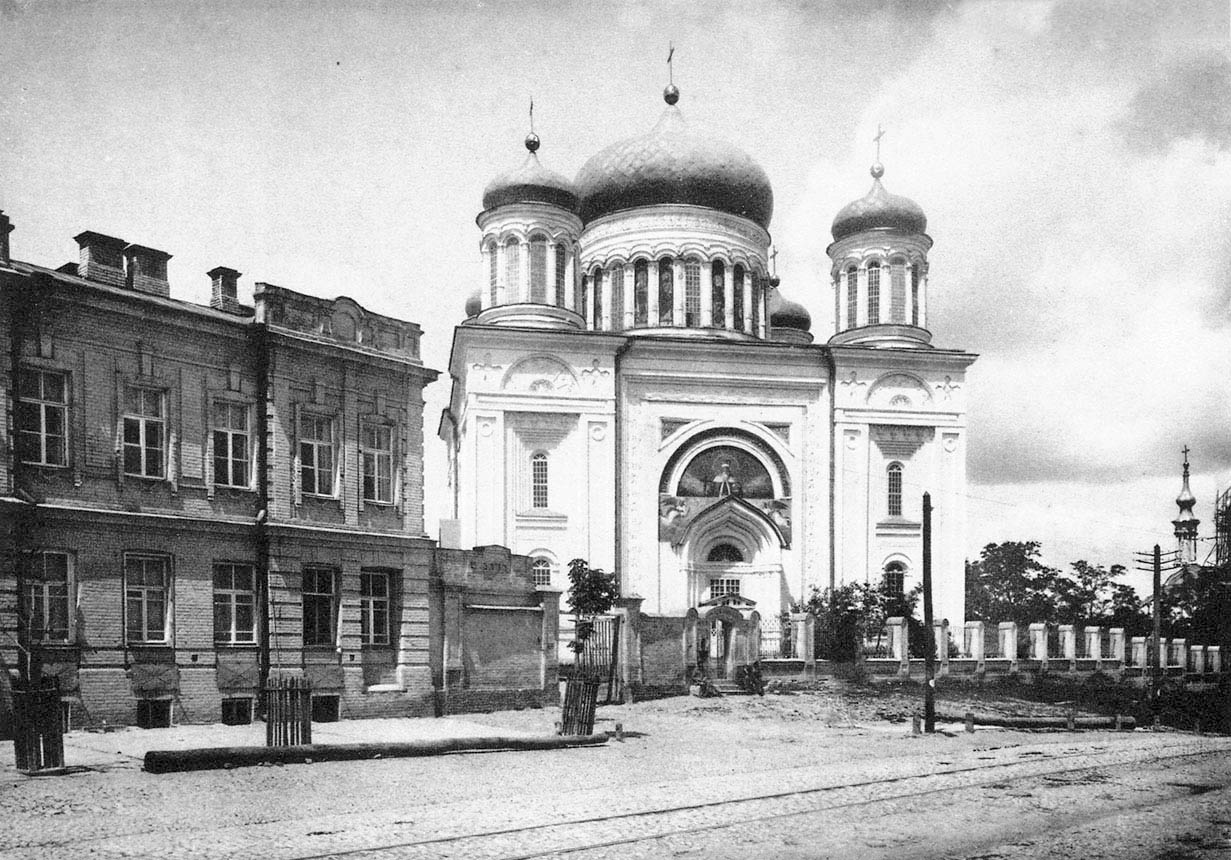
Druga Cerkiew Dziesięcinna

W latach 1828–1842 na tym samym miejscu zbudowana została z inicjatywy metropolity kijowskiego Eugeniusza nowa cerkiew pod wezwaniem Zaśnięcia Bogurodzicy według projektu Wasilija Stasowa. Istniała do 1935, kiedy została zburzona przez władze stalinowskie. Po rozbiórce na miejscu przeprowadzono wykopaliska archeologiczne, które pozwoliły odnaleźć wiele elementów pierwszej cerkwi. Trafiły one do Muzeum Historii Ukrainy. Obecnie zachowane fundamenty cerkwi zostały odsłonięte i zabezpieczone, a na ich terenie prowadzone są dalsze badania.
W 2007 w sąsiedztwie zachowanych fundamentów Cerkwi Dziesięcinnej wzniesiono drewnianą cerkiew, zaś w 2009 Święty Synod Ukraińskiego Kościoła Prawosławnego Patriarchatu Moskiewskiego utworzył przy niej Dziesięcinny Monaster Narodzenia Matki Bożej.
W 2010 ogłoszony został zamiar odbudowy Cerkwi Dziesięcinnej w jej pierwotnym kształcie. Według informacji podanej przez archimandrytę Gedeona (Charona), przełożonego Monasteru Dziesięcinnego, państwo ukraińskie zobowiązało się do przekazania na ten cel nieograniczonych środków.
Obecnie porzucono plany odbudowy Cerkwi jako takiej, planuje się zachowanie i remont fundamentów oraz wybudowanie muzeum jej poświęconego. Jest to wynik kilkuletnich sporów aktywistów społecznych z władzami państwa.